# 刘碧清 (1926年)
刘碧清（1926年—？），女，壮族，广西南宁人，中国政治人物，曾任广西壮族自治区妇联副主任、党组副书记，第四、五、六届全国政协委员。